# Estonské národní obrození

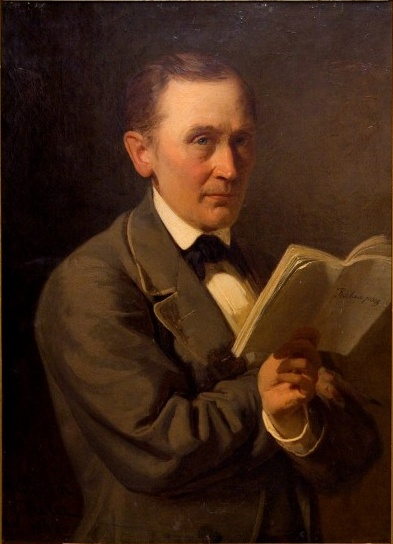
Friedrich Reinhold Kreutzwald předčítá z rukopisu eposu Kalevipoeg (malba Johanna Kölera)

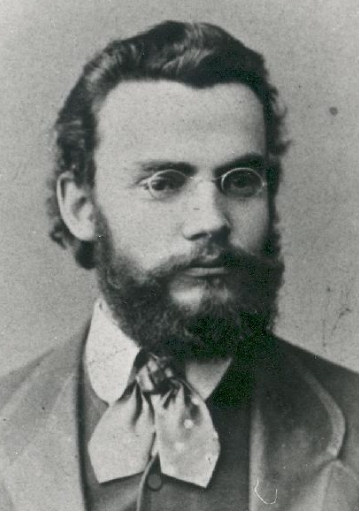
Carl Robert Jakobson

Estonské národní obrození (estonsky Ärkamisaeg) je období historie Estonska, kdy si Estonci začali uvědomovat svou identitu jako národa směřujícího k sebeurčení a politické samostatnosti. Toto období se obvykle datuje od poloviny 19. století do vzniku samostatné Estonské republiky roku 1918.

## Předehra k národnímu obrození
První známky sebeuvědomění Estonců jako svébytného národa můžeme pozorovat v 18. století, kdy vzdělanější Estonci začínají místo staršího označení estonsky mluvícího lidu jako maarahvas („venkovský lid“, „zemský lid“), užívat dosud úžeji geograficky chápaného eestlane („Estonec“). Roku 1739 byl vydán první kompletní estonský překlad Bible a během následujících desetiletí přibývalo i další literatury v estonském jazyce (během 50. let 18. století bylo vydáno 18 estonských knih, během 90. let již 54). Koncem 18. století již uměla více než polovina estonského venkovského obyvatelstva číst, a ve 20. letech 19. století se objevili první univerzitně vzdělaní Estonci, kteří se veřejně hlásili ke své mateřštině a původu – Friedrich Robert Faehlmann (1798-1850), Kristjan Jaak Peterson (1801-1822) a Friedrich Reinhold Kreutzwald (1803-1882).
Území osídlené Estonci se tehdy nacházelo v estonské a livonské gubernii Ruského impéria, vládnoucí elitu však již od dobytí Estonska Řádem mečových bratří ve 13. století tvořili Němci. Estonské národní sebevědomí se proto vytvářelo jednak v protikladu k německé (a zejména baltoněmecké) kultuře, jednak pociťovalo tuto kulturu jako následováníhodný vzor. Významný krok ku probuzení tohoto sebevědomí učinil Garlieb Merkel (1769-1850), baltoněmecký estofil a první autor, který psal o Estoncích jako o národě rovnocenném jiným národům. Na toto pojetí pak navázala další generace obrozenců a národních buditelů.

## Od kulturního k politickému sebevědomí
V 50. letech 19. století získává růst estonského kulturního sebevědomí novou dynamiku. Roku 1857 začíná Johann Voldemar Jannsen (1819-1890) vydávat první estonské noviny, týdeník Perno Postimees, 1853 představuje Friedrich Reinhold Kreutzwald (1803-1882) odborné veřejnosti estonský epos Kalevipoeg, roku 1862 pak vychází první lidové vydání eposu. Od 60. let přibývá národních kulturních spolků v různých místech, roku 1869 se koná První estonská všeobecná pěvecká slavnost. Podle sčítání lidu v roce 1897 už umí číst a psát 96,1 % Estonců starších 10 let (po Finech druhý nejlepší výsledek mezi skupinami obyvatelstva v ruské říši) a Estonci již zdaleka nejsou převážně venkované, nýbrž tvoří též přibližně dvě třetiny obyvatel měst.
Zrušení nevolnictví 1816 a nový pasový zákon 1863 umožnily poměrně volný pohyb venkovských obyvatel. Když pak byla roku 1868 zrušena i robota, začali se dosud závislí rolníci měnit v pracovníky samostatně nakládající se svou pracovní silou. Ke kulturnímu sebevědomí se tak postupně přidalo sebevědomí politické. Mladší generace obrozenců, jako Carl Robert Jakobson (1841-1882) či Jakob Hurt (1839-1907), začala formulovat ambice Estonců na politickou nezávislost a samostatnost. Vzor přitom viděli především ve vývoji finského národního obrození a do jisté míry v národním hnutí mladolotyšů. Od konce 60. let se objevují čím dál výraznější projevy nespokojenosti s kulturní a politickou nadvládou Němců v pobaltských guberniích, zatímco vztah k carskému Rusku zůstává ještě poměrně pozitivní. To se mění v 80. letech, kdy Rusko zvyšuje snahu o rusifikaci Pobaltí.

## Cesta k samostatnému státu
V roce 1881 se sedmnáct estonských spolků připojuje k memorandu podnícenému Carlem Robertem Jakobsonem, které vyzývá cara Alexandra III. k administrativnímu sjednocení území obývaných převážně Estonci a k vytvoření zemstva, tedy samosprávného sněmu, v němž by byli rovným dílem zastoupeni baltští Němci i Estonci. Memorandum však zůstane oslyšeno. Když navíc v následujících letech zesiluje rusifikace, přechází stále více estonských intelektuálů do tábora těch, kdo volají po samostatném Estonsku. 
Po první ruské revoluci 1905 požadují Estonci svobodu tisku a shromažďování, všeobecné volební právo a národní autonomii. Z požadavků sice není splněn žádný, ale už sama jejich formulace připravuje půdu budoucímu osamostatnění. Po Únorové revoluci 1917 je konečně území obývané Estonci spojeno v jednu administrativní jednotku, autonomní estonskou gubernii. Po Říjnové revoluci a následném ústupu ruských jednotek před německou invazí vyhlašuje estonský zemský sněm 24. února 1918 samostatnou Estonskou republiku.